# Akitsushima
Akitsushima (jap. 秋津洲) – krążownik pancernopokładowy Marynarki Wojennej Imperium Japońskiego z przełomu XIX i XX wieku; wybudowany w stoczni w Yokosuka, jako silna i nowoczesna jednostka odegrał ważną rolę w czasie wojny chińsko-japońskiej; następnie służył podczas wojny rosyjsko-japońskiej i I wojny światowej, a od 1921 roku – jako okręt szkolny. Ostatecznie skreślony z listy floty i złomowany w 1927 roku. Nazwa pochodziła od archaicznego, poetyckiego terminu oznaczającego Japonię, użytego w Kojiki.

## Konstrukcja

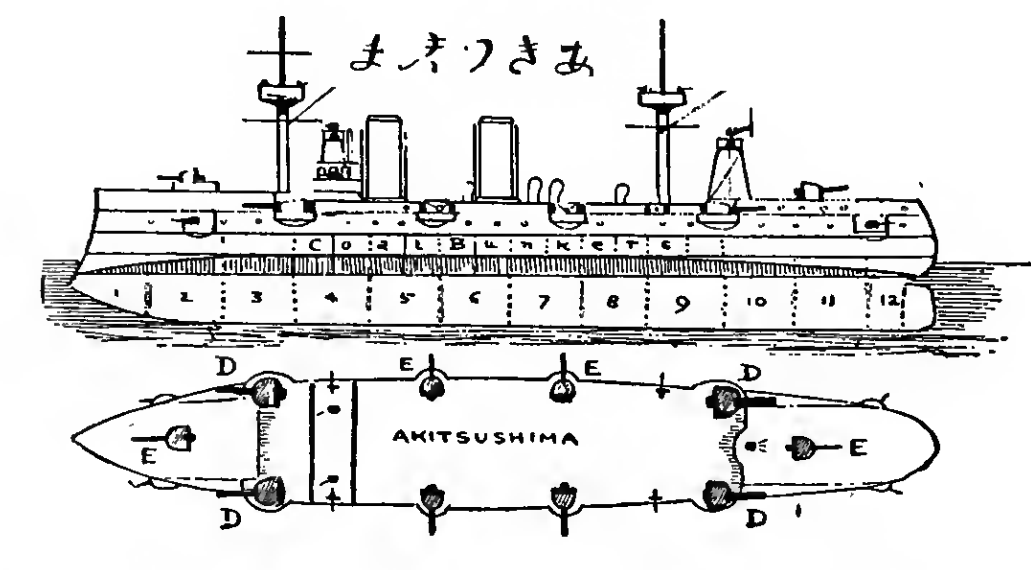
Rzut górny i boczny krążownika „Akitsushima”

Stępkę pod krążownik położono w 1890 w stoczni w Yokosuce. Zwodowany w 1892, był ostatnim okrętem zbudowanym z importowanej stali. Pierwotnie okręt miał być zbliżony do typu Matsushima, włącznie z uzbrojeniem głównym w postaci 66-tonowego działa Caneta kal. 320 mm, przeznaczonego do zwalczania okrętów pancernych. Ostateczny kształt przypominał nieco zmniejszoną wersję amerykańskiego „Baltimore” (oba okręty były budowane według planów Wiliama White’a ze stoczni Armstrong Whitworth).
„Akitsushima” miała długość 92,11 m, szerokość 13,1 m i zanurzenie 5,32 m. Napęd stanowiły dwie poziome maszyny parowe potrójnego rozprężania o mocy 8515 lub 8400 ihp, poruszające dwie śruby. Parę dostarczało sześć cylindrycznych kotłów. Okręt osiągał prędkość 19 węzłów i zabierał 500 (a maksymalnie 800) ton węgla.
Opancerzenie stanowił pokład pancerny o grubości 76 mm (H. Wilson podaje grubość 37 mm w poziomie i 64 mm na skosach). Działa osłonięte były maskami pancernymi o grubości 114 mm.
Początkowo „Akitsushima” niosła jedno działo Caneta kal. 320 mm i 12 (lub 11) szybkostrzelnych armat 120 mm. Pociski dział 320 mm miały zdolność przebicia 970 mm żelaznego pancerza; podobne działa były wówczas instalowane na jednostkach europejskich, jednak ich przeciwnicy byli dużo lepiej opancerzeni niż okręty operujące na morzach dalekowschodnich i moc dział Caneta była de facto na tym akwenie nadmiarowa, a lepszym uzbrojeniem byłyby dwa działa mniejsze, a bardziej szybkostrzelne. Ostatecznie Japończycy dokonali dokładnie takiej przebudowy w 1894 roku, zdejmując armatę 320 mm, a okręt przezbrajając w 4 działa 152 mm i 6 120 mm, stąd niektóre publikacje podają jako najcięższe uzbrojenie tylko działa tych kalibrów .
Po przebudowie, uzbrojenie główne składało się z czterech dział kal. 152 mm, umieszczonych pojedynczo w burtowych sponsonach, po dwa na rufie i dziobie, i 6 armat szybkostrzelnych 120 mm, w sponsonach po dwa na każdej burcie i po jednym na dziobie i rufie. Okręt dysponował więc salwą burtową z dwóch dział 152 mm i czterech 120 mm, a dziobową i rufową z dwóch dział 152 mm i jednego – 120 mm. Uzbrojenie pomocnicze stanowiły szybkostrzelne działka kal. 47 mm w liczbie 8 lub 10  (nawet 14). Okręt posiadał też cztery wyrzutnie torpedowe 381 mm (lub 356 mm).
Jednostka nie była nadmiernie udana, miała słabą dzielność morską, cierpiała z powodu nadmiernych przechyłów i miała kłopoty z utrzymaniem prędkości.

## Służba
W czasie wojny chińsko-japońskiej krążownik pod dowództwem kmdr. Kamimury brał udział w starciu pod Pungdo, gdzie poddała mu się chińska kanonierka „Caojiang”. 17 września 1894 walczył w składzie Lotnej Eskadry adm. Tsuboi pod Jalu, gdzie stracił 15 ludzi; kilka dni później, wraz z „Naniwą”, zniszczył kanonierkę „Guangjia”, która zbiegła z pola bitwy i wpadła na skały niedaleko Portu Artura. Następnie brał udział w operacjach przeciw Weihaiwei. Podczas wymiany ognia z chińskimi fortami 7 lutego 1895 rany odniosło dwóch marynarzy. Po oficjalnym zakończeniu wojny wszedł w skład eskadry operującej przeciw Tajwanowi, m.in. ostrzeliwał forty w Gaoxiongu.
W czasie wojny rosyjsko-japońskiej był w składzie 6. Eskadry 3. Floty, z którą wziął udział w bitwie pod Cuszimą. Mimo leciwego wieku, uczestniczył też w oblężeniu Qingdao na początku I wojny światowej.
W 1921 krążownik został wycofany z aktywnej służby i był użytkowany jako baza dla okrętów podwodnych. Ostatecznie złomowany w 1927 roku.